# Petřvald

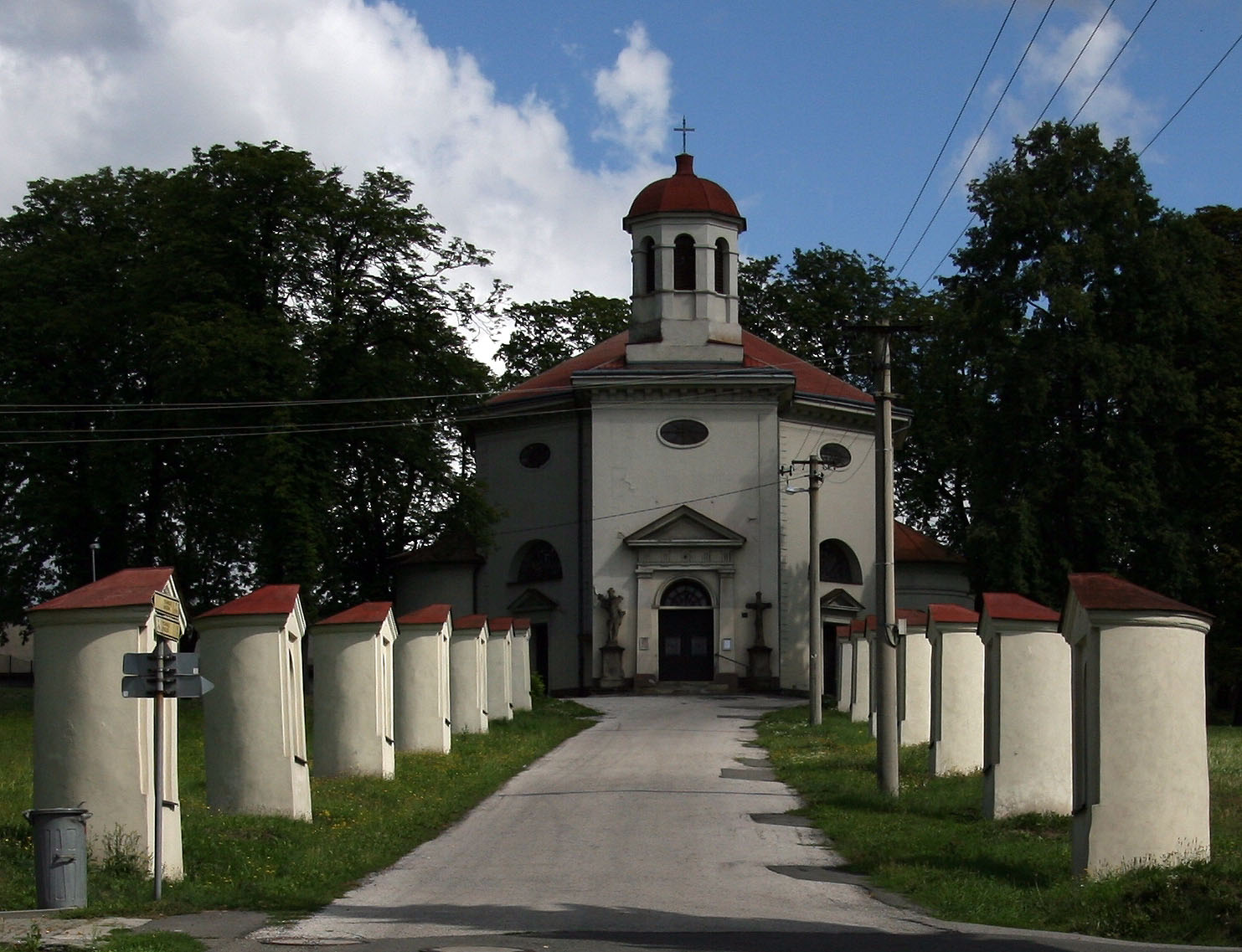
Petřvald

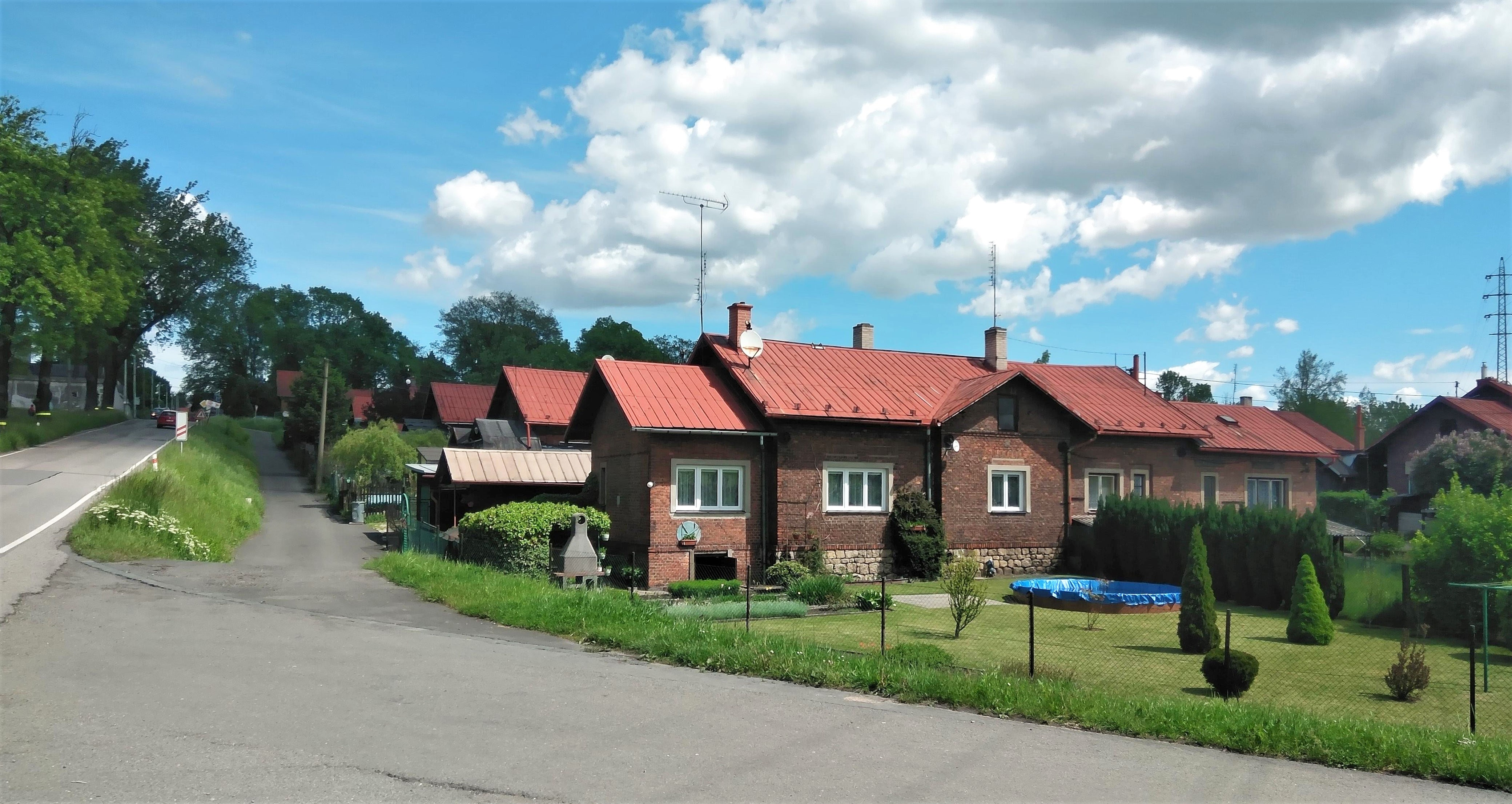
Bergarbeitersiedlung Marjánka

Petřvald (deutsch Peterswald, polnisch Pietwałd) ist eine Stadt im Okres Karviná in Tschechien. Sie liegt an der nordöstlichen Stadtgrenze von Ostrava.

## Geographie
Die Stadt an der Petřvaldská stružka liegt in der historischen Landschaft Teschener Schlesien in der Ostrauer Pfanne und gehört zur Metropolregion Ostrava. Nachbarorte sind die Ostrauer Stadtteile Bartovice im Südwesten sowie Radvanice und Michálkovice im Westen. Im Norden schließt sich Orlová an und im Süden liegen Šumbark und Šenov.

## Geschichte
Der Ort wurde circa 1305 im Liber fundationis episcopatus Vratislaviensis (Zehntregister des Bistums Breslau) erstmals urkundlich als item in Petir(s)walde erwähnt. Das Dorf war noch in der früheren Phase der Gründung, deshalb das Territorium, von dessen die Höhe des Zehnts ausgerechnet war, unausdrücklich war.
Politisch gehörte das Dorf ursprünglich in der Zeit des polnischen Partikularismus zum Herzogtum Oppeln-Ratibor (Teschener Kastellanei). Das Herzogtum wurde 1281 nach dem Tod von Wladislaus I. von Oppeln geteilt. Ab 1290 gehörte das Dorf zum Herzogtum Teschen. Seit 1327 bestand die Lehensherrschaft des Königreichs Böhmen und seit 1526 gehörte es mit diesem zur Habsburgermonarchie.
Die Pfarrei Petirswalde im Teschener Dekanat wurde im Peterspfennigregister des Jahres 1447 erwähnt.
1409 verkaufte der Teschener Herzog Bolko I. die Herrschaft Peterswald dem Adligen Andreas/Ondřej von Tworkau. Die Grundherren wechselten noch mehrfach, im 18. Jahrhundert gehörte es der Familie Skrbenský von Hříště und dem Nikolaus Taaffe auf Deutsch-Leuten. Zum Ende des 18. Jahrhunderts wurde die Familie Larisch von Moennich Besitzer von Peterswald, das 1897 an die Thun-Hohenstein verkauft wurde.
1833 begann der Abbau von Steinkohle. 1869 lebten 2503 Menschen in Peterswald. Durch den Bergbau wuchs die Einwohnerzahl ständig an und erreichte im Jahre 1930 mit 10.275 ihren höchsten Wert.
Im Jahr 1850 stellte die bischöfliche Visitation von Breslau fest, dass die Einwohner des zur Pfarrei Schönhof gehörenden Dorfs Peterswald sprachlich gemischt waren. Sowohl die Tschechische als auch die Polnische Sprache waren in Gebrauch.
Bis 1868 gehörte Peterswald zum Gerichtsbezirk Oderberg im Bezirk Teschen, dann bis 1949 zum Gerichtsbezirk Freistadt im Bezirk Freistadt und nach dessen Auflösung zum Okres Karviná. 1970 wurden die aus der Fusion kleinerer Gruben entstandenen beiden Steinkohlengruben Důl Československý pionýr und Důl Julius Fučík vereinigt. 1998 erfolgte die Einstellung des Bergbaus.
Von 1909 bis 1967 hatte Petřvald Eisenbahnanschluss an der schmalspurigen, elektrifizierten Lokalbahn Ostrau–Karwin (Místní dráha Ostrava–Karviná), die zum Schluss als Teil der Straßenbahn Ostrava betrieben wurde.
In der Stadt besteht das technische Museum, das eine Außenstelle des Muzeum Těšínska in Český Těšín ist.

## Einwohnerentwicklung
| Jahr      | 1869  | 1900  | 1930   | 1961  | 1991  | 2006  |
| --------- | ----- | ----- | ------ | ----- | ----- | ----- |
| Einwohner | 2.503 | 5.727 | 10.275 | 9.681 | 6.769 | 6.999 |

## Städtepartnerschaften
- Jasienica, Polen (2002)
- Strumień, Polen (2002)

## Söhne und Töchter der Stadt
- Alois Vicherek (1892–1956), tschechoslowakischer Brigadegeneral
- Vojtěch Mynář (1944–2018), tschechischer Politiker